# Черна дъска
Черната дъска е повърхност за писане с тебешир за многократна употреба. Първоначално черните дъски са били изработвани от тънки, гладки, черни или сиви шифери. Съвременните видове са най-често зелени, тъй като този цвят се счита за по-възприемчив от очите.

## Дизайн
Една черна дъска може да е обикновена дъска, боядисана с тъмна матирана боя (обикновено черна или тъмнозелена). Един по-съвременен вариант се състои от навита на лист пластмаса на две паралелни ролки, които могат да се превъртат, създавайки допълнително пространство и запазвайки това, което вече е написано. Най-висококачествените дъски са изработени от по-груб емайлиран порцелан и стомана. Дъските, направени от порцелан не са много надеждни, тъй като държат около 10-20 години при интензивна употреба.
В класните стаи може да има няколко на брой дъски, подредени като мрежа. Преподавателят може да мести дъските, записвайки повече материал и запазвайки по-стария материал.
Следите от тебешир могат лесно да бъдат изтрити с навлажнен парцал, гъба или специална гъба за дъска, състояща се от парче дърво, покрито с филц.

## Тебешири
Произвеждат се много тебешири в различни цветове. Те често се правят не от тебеширена скала, а от калциев сулфат в неговата дихидратна форма - гипс. Тебеширите, съдържащи калциев карбонат обикновено съдържат 40-60% CaCO3.

## Предимства и недостатъци
В сравнение с белите дъски, черните имат много предимства:
- Тебеширите не се нуждаят от специална грижа, докато маркерите трябва да бъдат затворени с капачка, иначе ще изсъхнат.
- Тебеширите са много по-икономични от маркерите, които се изхабяват сравнително бързо.
- По-лесно е да се чертаят линии с различна дебелина с тебешир, отколкото с маркери за бяла дъска.
- Тебеширите имат лека миризма, докато маркерите са често с остра миризма.
- Обикновено писането с тебешир има по-добър контраст, в сравнение с маркерите.
- Тебеширите лесно могат да бъдат изтрити от дъската, а маркерите, ако са оставени за по-дълъг период, могат да изсъхнат и да има нужда от разтворител.
- Тебеширите могат лесно да бъдат премахнати от повечето платове, докато маркерите често оставят неизчистими петна.

От друга страна тебеширите произвеждат много прах, като количеството зависи от качеството на самия тебешир. Някои хора намират това за неудобно, а някои може и да са алергични, доказано е, че има връзка между тебеширения прах и астматичните проблеми.